# Líquido sinovial
O líquido sinovial, também chamado de sinóvia, é um líquido viscoso, não newtoniano, encontrado nas cavidades das articulações sinoviais. Com sua consistência semelhante a clara do ovo, o principal papel do líquido sinovial é reduzir o atrito entre a cartilagem articular das articulações sinoviais durante o movimento. O líquido sinovial é um pequeno componente do componente líquido transcelular do líquido extracelular.

## Análise
A concentração de glicose (mg/dl) no líquido sinovial é quase igual à sérica.
A análise citológica e bioquímica do líquido sinovial humano começou por volta de 1940, usando o líquido derivado de cadáveres e comparando características com, por exemplo, o líquido sinovial bovino.

### Química
O teste do coágulo de mucina é uma abordagem muito antiga para determinar se um infiltrado inflamatório está presente. Neste teste, o ácido acético é adicionado à amostra de líquido sinovial. Em uma amostra normal, isso deve levar a um congelamento do ácido hialurônico, formando um 'coágulo de mucina'. Se houver inflamação, não é formado um coágulo de mucina (o ácido hialurônico é degradado).
O lactato está elevado na artrite séptica, geralmente acima de 250 mg/dL.
Os fatores de complemento estão diminuídos na artrite reumatoide e na artrite lúpica.

### Microscopia
A análise microscópica do líquido sinovial é realizada para avaliar a contagem de células e cristais. Os cristais incluem urato monossódico, pirofosfato de cálcio, hidroxiapatita e cristais de corticosteróides.
Cristais de urato monossódico são vistos na gota ou artrite gotosa e aparecem como cristais birrefringentes negativos em forma de agulha, variando em comprimento de 2 a 20 μm. Com birrefringência negativa, os cristais aparecem amarelos na luz paralela e azuis na luz perpendicular.
Cristais de pirofosfato de cálcio são vistos na pseudogota (também conhecida como doença de deposição de pirofosfato de cálcio). Esses cristais são em forma de bastonetes ou romboides com comprimento variando de 2 a 20 μm e com birrefringência positiva (azul com luz paralela, amarelo com luz perpendicular).
Os cristais de hidroxiapatita são pequenos e negativamente birrefringentes. Eles geralmente são detectáveis apenas com uma coloração de vermelho de alizarina S.
Cristais de corticosteroides podem ser observados após a injeção terapêutica de corticosteroides no espaço articular. Eles parecem sem corte, irregulares e mostram birrefringência variável.

### Estalo das articulações
Quando as duas superfícies articulares de uma articulação sinovial são separadas uma da outra, o volume dentro da cápsula articular aumenta e resulta em pressão negativa. O volume de líquido sinovial dentro da articulação é insuficiente para preencher o volume em expansão da articulação e os gases dissolvidos no líquido sinovial (principalmente dióxido de carbono) são liberados e preenchem rapidamente o espaço vazio, levando à rápida formação de uma bolha. Este processo é conhecido como cavitação. A cavitação nas articulações sinoviais resulta em um som de 'estalo' de alta frequência.

## Etimologia e pronúncia
O termo synovia (/sɪˈnoʊviə/) veio para o inglês por volta de 1640 (a forma anglicizada synovial é registrada pela primeira vez em meados do século XVIII) do neolatim, onde foi cunhado talvez por Paracelso do grego συν- "com" e do latim ovum "ovo" e -ia porque se assemelha a clara de ovo em consistência e aparência externa.
O termo synovium é uma cunhagem pseudo-latina muito mais recente para o que é menos confuso chamado de membrana sinovial. Não está registrado em dicionários gerais, e os dicionários médicos apenas explicam seu significado, não sua etimologia, mas aparentemente é derivado do termo synovia, ou seja, a etimologia ofuscada de elementos gregos e latinos mistos do termo singular synovia foi mal interpretada e a palavra foi erroneamente reinterpretada como o plural do termo anteriormente inexistente synovium (talvez em analogia a outros termos plurais para líquidos, como "águas" para líquido amniótico). Em caso de insistência no uso do termo pseudo-latino synovium para a membrana sinovial, o plural não-latinado synoviums é melhor e menos confuso que synovia.